# Mauléon, Deux-Sèvres
Mauléon là một xã trong tỉnh Deux-Sèvres trong vùng Nouvelle-Aquitaine ở phía tây nước Pháp. Xã này nằm ở khu vực có độ cao trung bình 187 mét trên mực nước biển.
Mauléon được lập năm 1965 thông qua việc sáp nhập hai xã cũ Châtillon và Saint-Jouin. Xã gồm các làng La Chapelle-Largeau, Loublande, Moulins, Rorthais, Saint-Amand-sur-Sèvre, Saint-Aubin-de-Baubigné và Le Temple